# Atri (miasto)
Atri – miejscowość i gmina we Włoszech, w regionie Abruzja, w prowincji Teramo.
Według danych na rok 2004 gminę zamieszkiwało 11 260 osób, 123,7 os./km².
Synem tutejszego księcia był jeden z najwybitniejszych jezuickich generałów Claudio Acquaviva.